# Tempête tropicale Claudette (2009)
Pour les articles homonymes, voir Cyclone tropical Claudette.
La tempête tropicale Claudette est le quatrième système tropical de la saison 2009 dans l'océan Atlantique, le troisième à recevoir un nom et le premier à atteindre les terres. Née d'une onde tropicale dans le golfe du Mexique, elle est classée le 16 août au matin en dépression tropicale alors qu'elle était un peu à l'ouest de la Floride. Elle se renforce en tempête tropicale et se dirige vers le panhandle de Floride le sud-est de l'Alabama. Elle atteint cette région durant la nuit du 16 au 17 avant de se désagréger en entrant dans les terres. 
Le National Hurricane Center a émis un avertissement de tempête tropicale pour les côtes affectées et les résidents des zones menacées par l’onde de tempête ont été avisés d'évacuer. Deux personnes se sont noyées dans la mer déchaînée, la première victime sur la plage près de Panama City (Floride) et la seconde est tombée d'un bateau près du comté de Bay (Floride). Une tornade de force EF-0 a été rapportée à Cape Coral, Floride, causant pour 103 000 $US en dommages.

## Évolution météorologique
Le 11 août, le  National Hurricane Center (NHC) a repéré une onde tropicale où on retrouvait des orages assez désorganisés à environ 965 km à l’est des Petites Antilles. Bien que l’onde se déplaçait lentement vers l’Ouest, le HNC ne prévoyait pas de développement immédiat du système. Le 12 et le 13, la convection persistait mais un fort cisaillement des vents avec l’altitude ne permettait pas une organisation plus poussée alors que l’onde est passée sur Hispaniola,. Tôt le 14 août, un creux barométrique en altitude est entré en interaction avec l’onde au-dessus des îles Turks-et-Caïcos et le 15, les orages se sont alignés autour d’un centre de rotation alors que le système passait sur les Keys de Floride,.
Tôt le 16 août, les conditions devinrent favorables à un développement rapide et une circulation cyclonique était analysable sur les cartes de surface à 130 km au sud-ouest de la baie de Tampa. Le NHC a classé ce système plus tard en journée comme la dépression tropicale Quatre, tout en mentionnant qu’elle devrait atteindre le statut de tempête tropicale dans les douze heures. Contournant l’anticyclone subtropical et se dirigeant vers le nord, elle est effectivement devenue la tempête tropicale Claudette à 11h heure locale (15h TU), le radar météorologique NEXRAD de Tallahassee montrant que les vents avaient atteint 65 km/h autour du centre.
En après-midi du 16, les vents ont atteint leur maximum à 85 km/h. Le 17 août à 1h10 locale (05h10 TU), Claudette a touché la côte près de la pointe Est de Santa Rosa Island (Floride) à cette même intensité et la pression atmosphérique a été mesurée à 1 006 hPa peu de temps après,. La friction a par la suite rapidement érodé Claudette. Le NHC a émis son dernier avis à 8h locale (12h TU), laissant le soin au Hydrometeorological Prediction Center (HPC) de suivre les restes du système. La perturbation a perdu toute organisation au-dessus de la Géorgie et le HPC a terminé ces bulletins tard en journée du 17 août.

## Impact

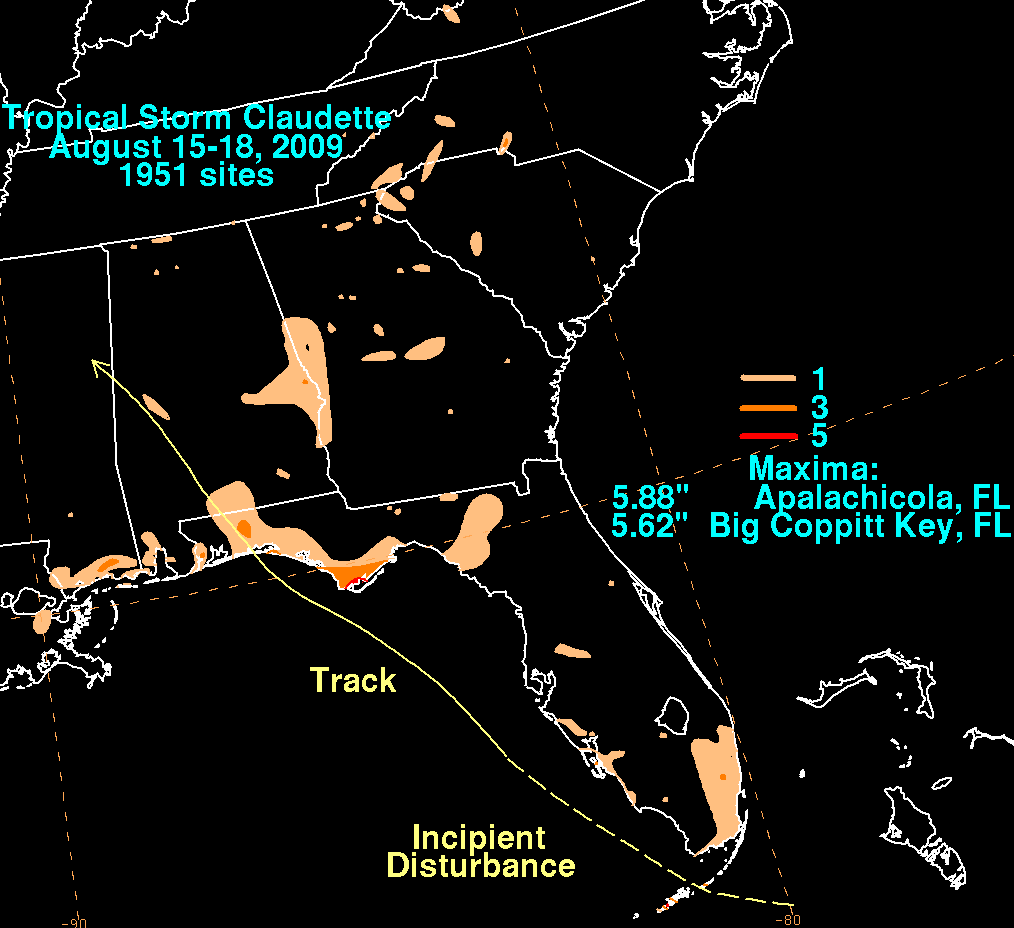
Accumulations de pluie laissée par Claudette
(1 pouce = 25.4 mm)

Il est tombé entre 25 et 75 mm de pluie le long de la côte du panhandle de Floride et l’est de celle de l’Alabama. Sur la carte à gauche du Hydrometeorological Prediction Center américain,  le maximum de 143 mm d’accumulations se situe à Big Coppitt Key en Floride. Même s'il est bien tombé 149 mm à 
Apalachicola, un quart de ce total est dû à des orages qui ont frappé la région tôt le 16 août, bien avant l’arrivée de Claudette. Claudette a affecté également la Caroline du Nord, où il est tombé jusqu’à 100 mm de pluie en une heure. À Charlotte, plusieurs rues ont été inondées isolant les habitants. À Wakefield, les pompiers ont dû évacuer vingt personnes.
À 04h43 local (08H43 TU) le 17 août, une tornade de force EF-0 a frappé près de Cape Coral (Floride) avec des vents de 110 à 120 km/h sur un corridor de 0,56 km de longueur et 60 mètres de largeur. Plusieurs alertes météorologiques pour ce type de phénomène étaient en vigueur à ce moment,. Vingt-trois maisons ont été frappées et en général les dommages aux toits et aux fenêtres ont été mineurs. Cependant, pour onze d'entre elles, ils représentent des réparations totales de 103 000 $US,.
Un baigneur s’est noyé près de Panama City. Une seconde personne a perdu la vie dans le comté de Bay (Floride). Il est tombé en mer lors du naufrage de son bateau de plaisance mais avait réussi à monter à bord d’un radeau de sauvetage qui a disparu par la suite.
Finalement, Claudette a causé quelques pannes électriques et brisé quelques arbres en Floride et en Alabama,,.

### Source
- (en) Cet article est partiellement ou en totalité issu de l’article de Wikipédia en anglais intitulé « Tropical Storm Claudette (2009) » (voir la liste des auteurs).

| 1 |  | A |  | B |  | C |  | D |  | E |  | F |  | 8 |  | G |  | H |  | I |  |

| D | T | 1 | 2 | 3 | 4 | 5 |